# Sílvia Bel
 (juin 2025).
Si vous disposez d'ouvrages ou d'articles de référence ou si vous connaissez des sites web de qualité traitant du thème abordé ici, merci de compléter l'article en donnant les références utiles à sa vérifiabilité et en les liant à la section « Notes et références ».
Sílvia Bel Busquet (Barcelone, 24 juin 1970) est une actrice de théâtre, cinéma et télévision catalane et espagnole.

## Biographie
Née le 24 juin 1970 à Barcelone, est diplômée en art dramatique de l'école d'art dramatique de l'Institut de théâtre en 1996.
En 1998, après avoir terminé ses études, elle a joué dans différents théâtres de Barcelone. Puis elle ira s’installer à Madrid, avec l'acteur et réalisateur Karra Elejalde où elle jouera comme premier rôle dans les films « Año Mariano » et « Torapia ». En 2003, elle revient sur la scène catalane, où elle développera sa carrière théâtrale en jouant de nombreuses œuvres d'adaptations littéraires internationales (Franz Kafka, Oscar Wilde, William Shakespeare, Ivan Turguénev o George Bernard Shaw) et nationales Mercè Rodoreda Gurguí, Joan Brossa Cuervo, Manuel de Pedrolo Molina, Joan Maragall Gorina.
En 2005, actrice principale dans la pièce de théâtre  La Xarxa (le réseau) de Joan Brossa, récompensé meilleure pièce théâtrale de l’année 2006 au Récompense Critique de Serra d'Or et en nomination au titre de meilleure actrice Prix président et les éloges de toute la critique. Depuis, sa carrière se développe autour du théâtre, la télévision et du cinéma.
En 2007, elle a été la protagoniste d’une pièce de théâtre la Plaça del diamant Théâtre National de la Catalogne pour la saison puis pour une année en tournée dans différents théâtres entre autres au centre dramatique national de Madrid.
Elle a collaboré avec des musiciens tels que Lluís Llach et Jordi Savall dans des concerts poétiques.
En 2012 elle a reçu le “Prix Margaret Xirgu” comme meilleure interprétation féminine pour la saison théâtrale 
Actuellement, elle contribue  à diverses collaborations littéraires et d’espace culturel tout en l’alliant à son métier d’actrice.

## Œuvres[1]

### Théatre
- Noves veus, nous poetes (1996)
- El procés (1997)
- Els dos bessons venecians (1998)
- Jo era a casa i esperava que vingués la pluja (1998)
- Quan serà pintada una escena de fons sense fi (1998)
- Les filles de King Kong (2002)
- Lleons al jardí, espill d'Abu Bakr (2004)
- La xarxa (2005)
- Sóc el defecte (2005)
- Aurora De Gollada (2006)
- Nausica (2006)
- Carnaval (2006 - 2007)
- El ventall de Lady Windermere (2007)
- La plaça del Diamant (2007 - 2008)
- Miquel (Homenatge a Martí i Pol) (2008)
- La casa dels cors trencats (2009)
- La guerre des fils de la lumière contre les fils des ténèbres (2009)
- Un marit ideal (2009 - 2010)
- Nit de reis (2010)
- Un mes al camp (2011)
- La ciutat (2011)
- La nostra Champions particular (2011)
- Homenatge institucional i popular a Josep Maria de Sagarra (2012)
- Un vas de plata (2012)

### Rôles au cinéma
- 2000 : Año Mariano de Karra Elejalde et Fernando Guillén Cuervo - María Vélez
- 2012 : Insensibles de Juan Carlos Medina - Judith
- 2016 : La propera pell d'Isaki Lacuesta et Isa Campo - Glòria

### Télévision
- Infidels (2009 - 2011)
- Ventdelplà (2008)
- El cor de la ciutat (2005 - 2007)
- 1714. El preu de la llibertat (2014)